# 杨金镜
杨金镜（1947年—），男，山东招远人。中华人民共和国政治人物。

## 生平
历任中共烟台市委副书记、副市长，市长，山东省民政厅厅长。2008年1月任山东省人大常委会委员、省人大财政经济委员会副主任。